# خانه صابری
خانه صابری مربوط به دوره قاجار - دوره پهلوی است و در شهرستان آران و بیدگل، بخش مرکزی، محله توی ده، روبروی حسینیه زینبیه واقع شده و این اثر در تاریخ ۱۶ دی ۱۳۸۷ با شمارهٔ ثبت ۲۴۴۵۲ به‌عنوان یکی از آثار ملی ایران به ثبت رسیده است.